# Elektryczny zespół trakcyjny

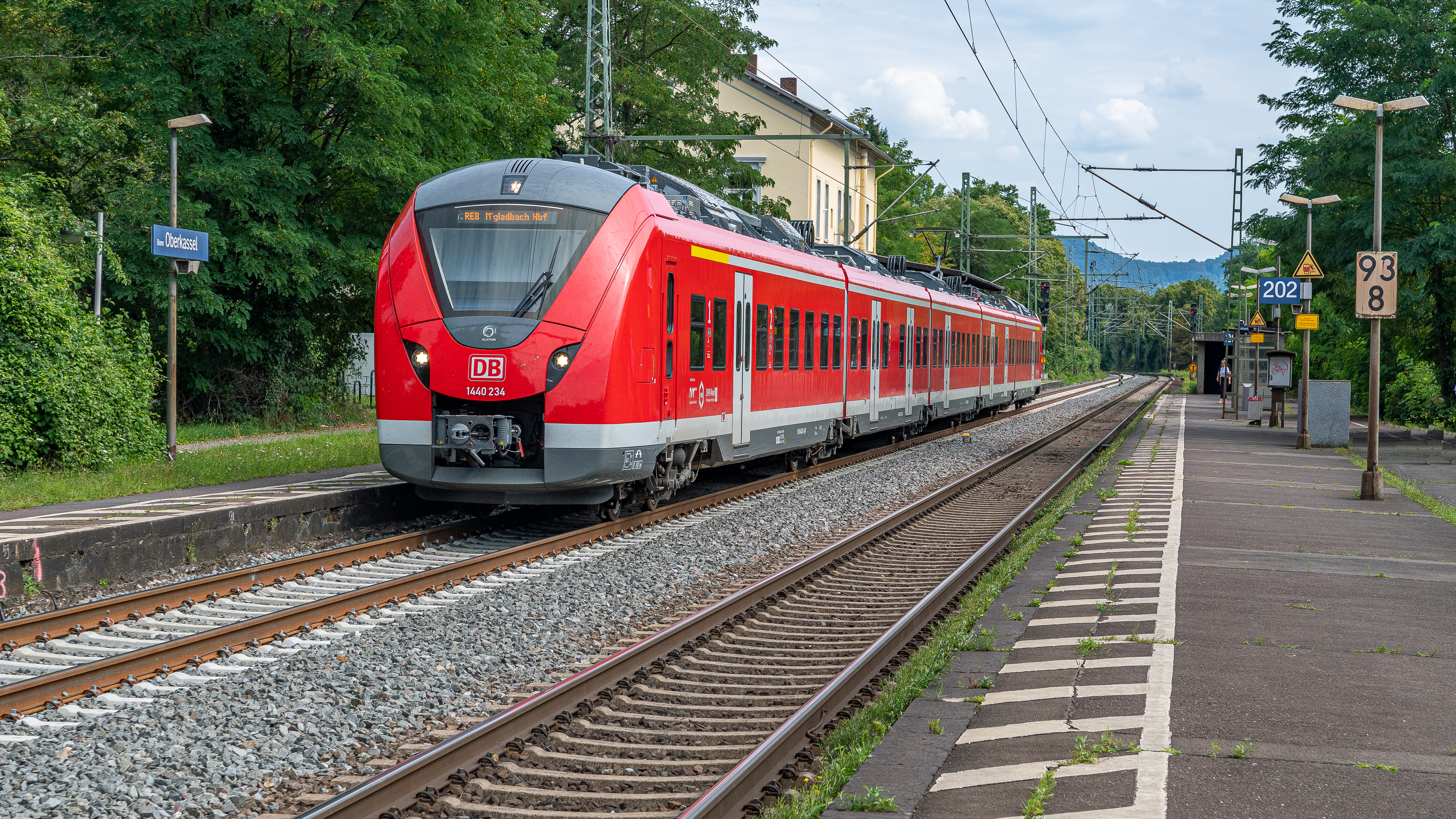
Niemiecki elektryczny zespół trakcyjny Baureihe 440

Elektryczny zespół trakcyjny (EZT) – pojazd szynowy, składający się zazwyczaj z dwóch członów sterowniczych (po jednym na każdym końcu pojazdu, człony skrajne) oraz członów pośrednich, opartych na wózkach klasycznych lub tzw. wózkach Jakobsa, przystosowany do przewozu pasażerów.
Charakteryzuje się zazwyczaj jedną wspólną przestrzenią pasażerską na długości całego pojazdu. Wykorzystywany zarówno w ruchu aglomeracyjnym (zwykle jedna przestrzeń pasażerska), jak i dalekobieżnym (wydzielone przedziały). Ma własny napęd, co umożliwia mu samodzielne poruszanie się po torach.

## Historia

### Na świecie

#### Pierwsze pojazdy elektryczne

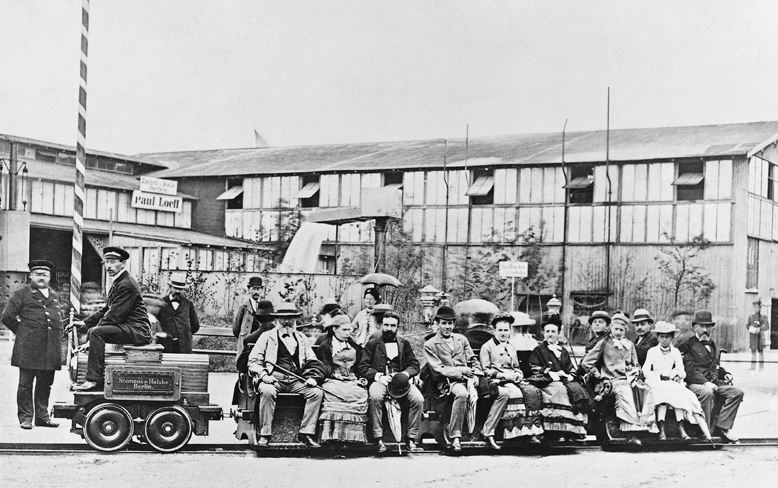
Lokomotywa Siemensa z 1879 roku

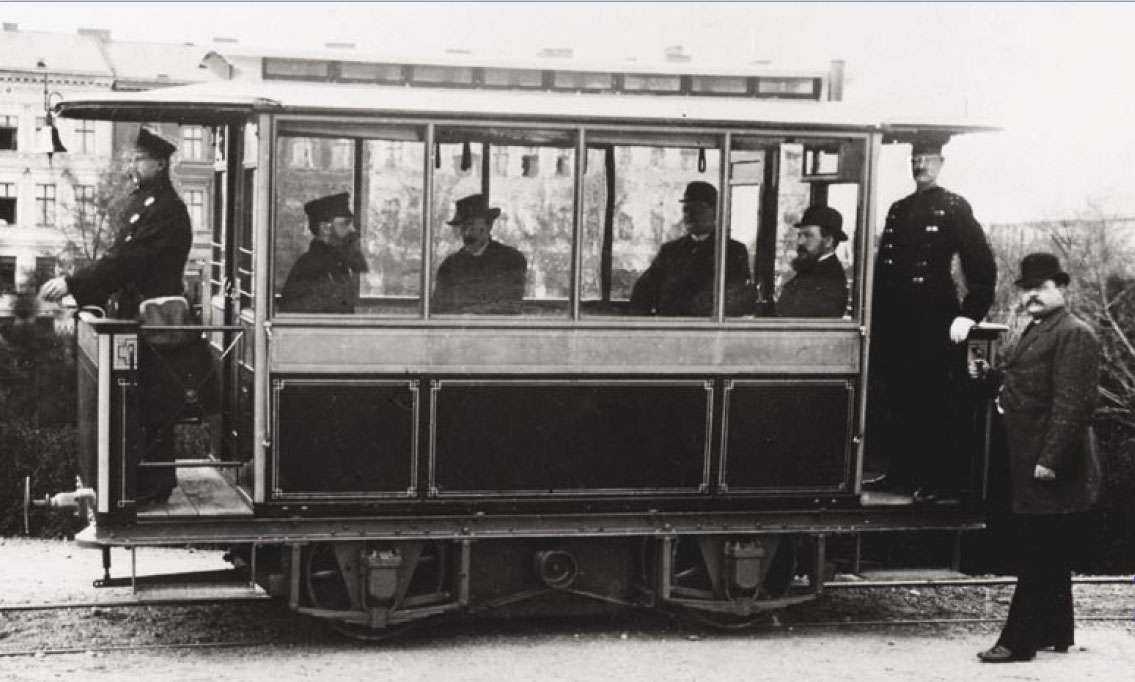
Pierwszy tramwaj elektryczny

Próby wykorzystania energii elektrycznej do napędu pojazdów trwały od czasu odkrycia elektryczności. W 1828 roku Węgier Ányos Jedlik zamontował skonstruowany przez siebie silnik elektryczny w modelu pojazdu i wprawił go w ruch – pojazd ten uważa się za pierwszy pojazd elektryczny.
W 1842 roku skonstruowano prawdopodobnie pierwszą lokomotywę elektryczną nazwaną Galvani na cześć włoskiego naukowca Luigiego Galvaniego. Pojazd osiągał prędkość 5 km/h i koszty jego eksploatacji były ponad czterdziestokrotnie wyższe niż lokomotyw parowych. W połączeniu z małym zasięgiem i kłopotliwym ładowaniem ogniw przesądziło to o porażce projektu.
W 1879 roku podczas Berlińskiej Wystawy Przemysłowej Werner von Siemens zaprezentował pierwszą użyteczną lokomotywę elektryczną. Była to dwuosiowa lokomotywa o mocy 2,2 kW poruszająca się po owalnym torze o promieniu 300 m i zasilania napięciem 150 V DC z trzeciej szyny.
W 1881 roku uruchomiono pierwszą zelektryfikowaną linię tramwajową na świecie w Berlinie w dzielnicy Lichterfelde. Pojazd o mocy 7 kW był zasilany napięciem 180 V DC z toków szynowych (jedna szyna była dodatnim biegunem zasilania, a druga ujemnym). Takie rozwiązanie utrudniało wykonanie rozjazdu oraz było niebezpieczne dla pieszych.
10 kwietnia 1884 we Frankfurcie nad Menem otwarto pierwszą linię zasilaną z górnej sieci zasilającej, a 29 kwietnia w Berlinie zaprezentowano prototyp pierwszego trolejbusu.

#### Pierwsze EZT
Pod koniec XIX wieku na liniach podmiejskich i w metrze stosowano składy złożone z lokomotywy i wagonów, osiągające słabe wartości przyspieszenia rozruchu i opóźnienia hamowania, szczególnie istotne na takich liniach. W związku z tym na potrzeby kolei aglomeracyjnej opracowano nowy rodzaj pojazdu elektrycznego – elektryczny zespół trakcyjny.
13 czerwca 1900 na linii Wannseebahn obecnie wchodzącej w skład S-Bahn w Berlinie rozpoczęto eksploatację pierwszego elektrycznego zespołu trakcyjnego. Pojazd ten był zasilany z trzeciej szyny napięciem 750 V DC, moc jednostki napędowej wynosiła 300 kW, a prędkość maksymalna 55 km/h. Pojazdy te ze względu na zasilanie z trzeciej szyny użytkowane były w dużych ośrodkach miejskich.
W 1914 roku oddano do eksploatacji pierwszy EZT zasilany z sieci napowietrznej stosowanej poza dużymi ośrodkami miejskimi. Pojazd ten oznaczony jako ET87 był zasilany prądem przemiennym o napięciu 15 kV i częstotliwości 16 2/3 Hz, osiągał moc 376 kW i prędkość maksymalną 70 km/h.
W 1939 roku pasażerski pociąg elektryczny ETR 200 osiągnął rekord prędkości 203 km/h na trasie z Pontenure do Piacenza we Włoszech (dnia 20 lipca). Przedwojenny EZT był używany do 1998 roku na trasie Rzym - Neapol.

### W Polsce

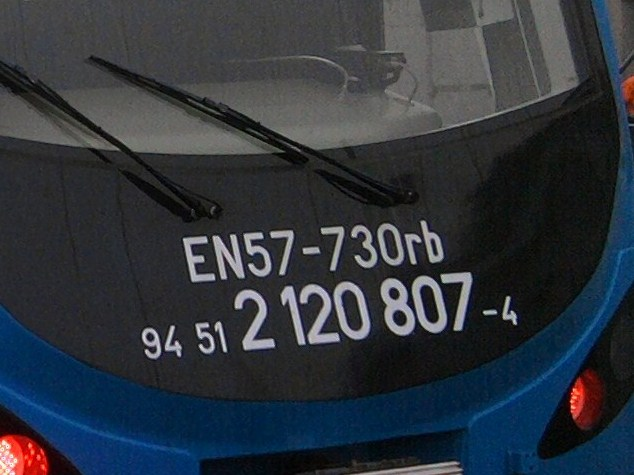
Krajowe i międzynarodowe oznaczenia EZT

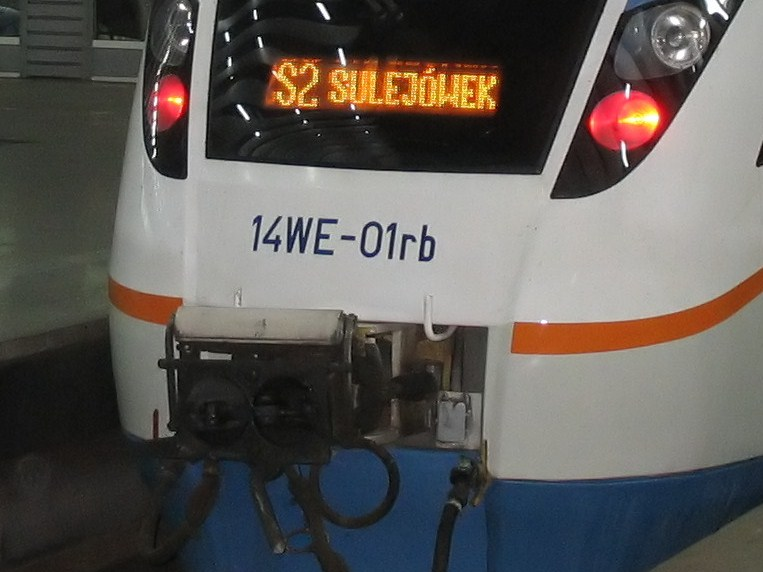
14WE-01 – pierwszy pojazd bez oznaczenia serii PKP

#### Początki

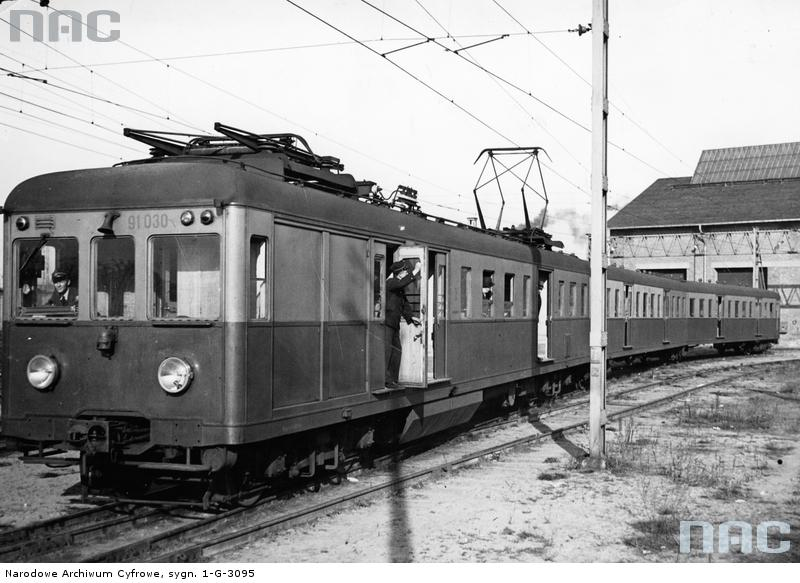
EW51

Pierwszym produkowanym w Polsce EZT był E-91 (oznaczenie powojenne: E51; a później EW51), którego wszystkie 76 sztuk zostało wyprodukowanych w latach 1936–1939 w zakładach H. Cegielskiego w Poznaniu, L. Zieleniewskiego w Sanoku oraz Lilpop, Rau i Loewenstein w Warszawie. Pojazdy te zostały przeznaczone do obsługi ruchu podmiejskiego aglomeracji warszawskiej.
Po II wojnie światowej Polska w ramach reparacji wojennych otrzymała z Niemiec EW90, EW91 i EW92, które po przeróbce w ówczesnych Zakładach Naprawczych Taboru Kolejowego w Gdańsku były eksploatowane przez SKM Trójmiasto. W latach 50. ze szwedzkich zakładów ASEA importowano EZT serii EW54, a z zakładów Waggonbau Görlitz z NRD serie EW52 (seria EW51 po głębokiej przebudowie), EN56 i ED70.

#### Pafawag

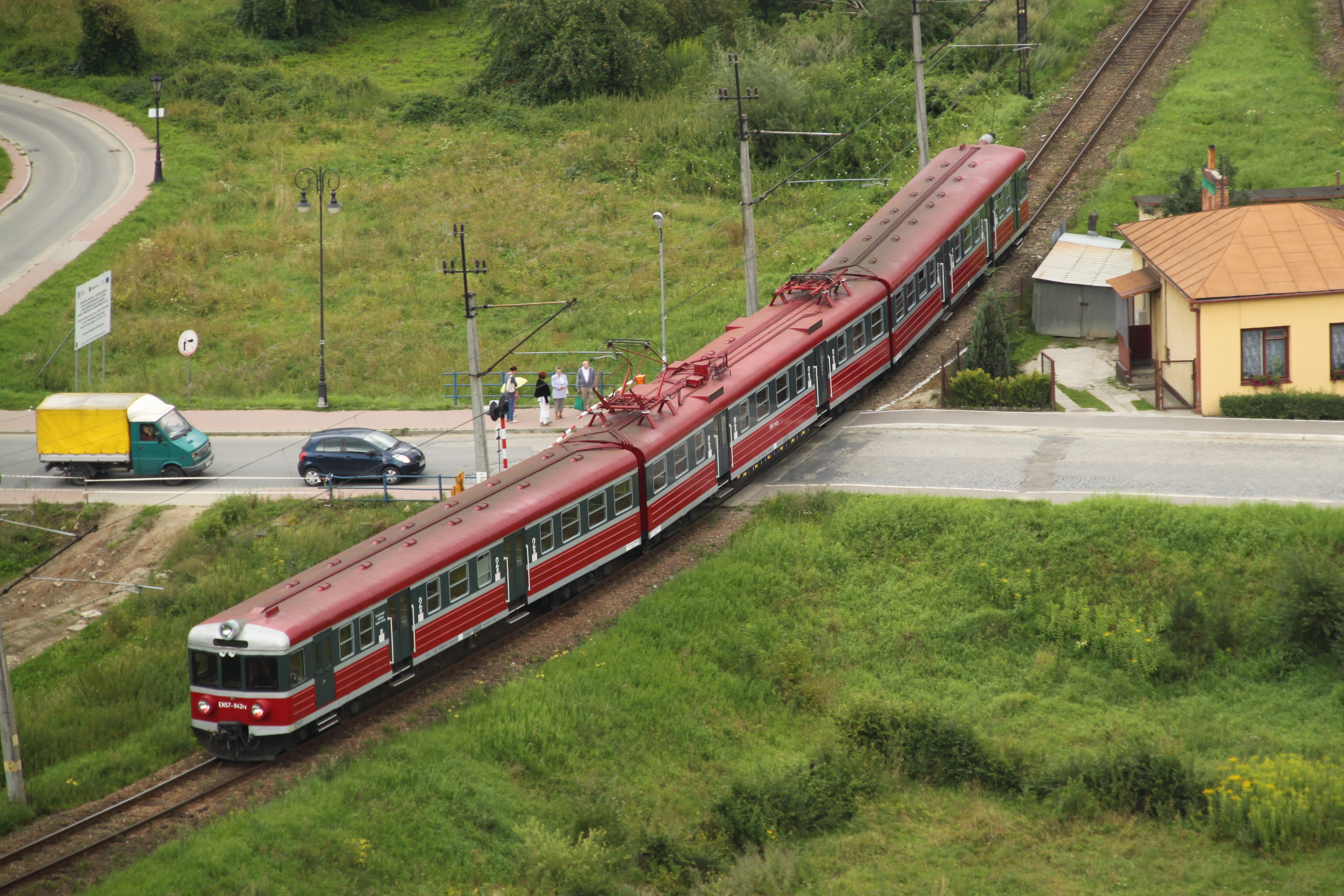
EN57

W 1954 Pafawag, będący głównym producentem taboru kolejowego w Polsce, wyprodukował swój pierwszy EZT – EW53, 4 lata później rozpoczął produkcję EW55, a w 1961 EN57 – najdłużej produkowanego pojazdu szynowego w Polsce. Przez 32 lata wyprodukowano ponad 1400 sztuk tego modelu. W 1968 roku rozpoczęto produkcję EN94 dla Warszawskiej Kolei Dojazdowej, przystosowanych do niestandardowego napięcia 600 V. W 1974 roku rozpoczęto produkcję aglomeracyjnych EW58, a dwa lata później EN71, czyli 4-członowej wersji EN57. W 1990 roku powstała wersja rozwojowa EW58 – EW60, a trzy lata później rozpoczęto budowę pierwszego dalekobieżnego EZT – ED72.
W 1997 roku Pafawag został kupiony przez Adtranz i już jako Adtranz-Pafawag, wyprodukował swój ostatni EZT – ED73-001. W 2001 roku Adtranz został przejęty przez Bombardiera, który nie zdecydował się produkować EZT we wrocławskim zakładzie.

#### Nowi producenci

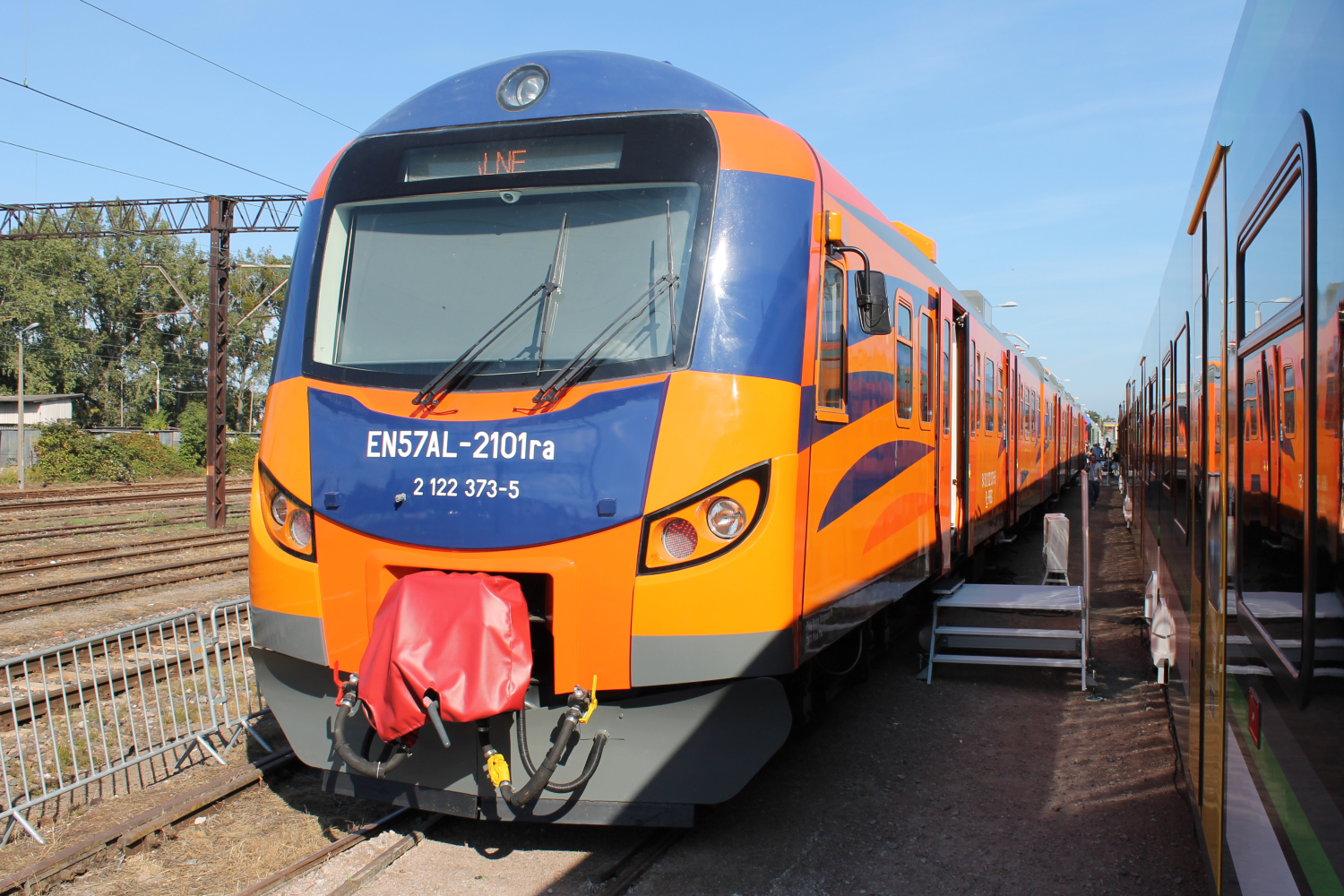
Modernizacja EN57 z 2015

Od 1997 roku, przez kilka lat w Polsce nie produkowano żadnych EZT. W tym czasie PKP, a później samorządy kupowały głównie lekki tabor spalinowy (bez lokomotyw), gdyż w obsłudze linii niezelektryfikowanych dominowały paliwożerne lokomotywy. Pozwoliło to polskim producentom oraz przewoźnikom na zebranie doświadczenia w produkcji i eksploatacji lekkiego taboru. Dodatkowo modernizowano posiadane przez polskich przewoźników zespoły trakcyjne serii EN57.
Elektryczne zespoły trakcyjne nowych producentów zaczęły pojawiać się na polskich torach w 2004. Od tego czasu przetargi na dostawę EZT wygrywały trzy firmy: Pesa Bydgoszcz (dawne ZNTK Bydgoszcz), Newag (dawne ZNTK Nowy Sącz) oraz Stadler Polska. W polskich przetargach brali udział również: ZNTK „Mińsk Mazowiecki”, niemiecki Siemens, kanadyjski Bombardier oraz hiszpański CAF, jednakże bez powodzenia.

#### EZT dużych prędkości
Pierwszy przetarg na EZT dużych prędkości z 1997 roku dla PKP, wygrał Fiat Ferroviaria (późniejszy Alstom) proponując Pendolino, jednakże w 1999 roku po kontroli NIK-u przetarg został unieważniony. Kolejny przetarg na EZT dużych prędkości już dla PKP Intercity (w 2011 roku) wygrał Alstom, również proponując Pendolino.

## Producenci w Polsce

### Pesa

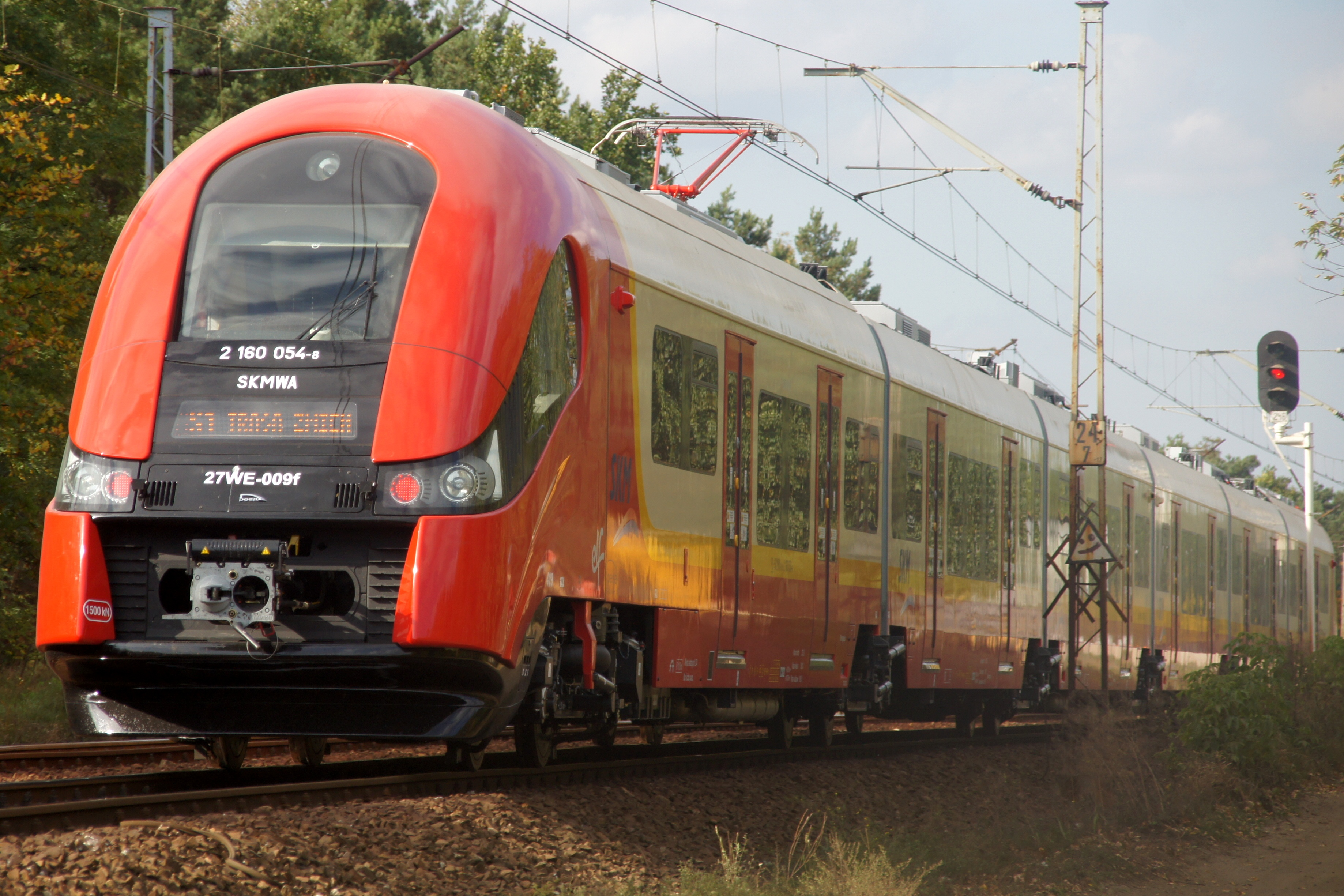
Pesa Elf

Pesa (do 2001 roku ZNTK Bydgoszcz), po głębokiej restrukturyzacji w 1998 roku, początkowo (od 2001 roku) zajęła się produkcją wagonów spalinowych. Budowy pierwszych EZT podjęto się w 2004 roku. Był to jeden skład 13WE (EN95) dla Warszawskiej Kolei Dojazdowej, przystosowany do niestandardowego dla kolei napięcia 600 V. Pomimo pierwotnych planów zakupu 10 sztuk, nie było kolejnego zamówienia na ten typ pojazdów.
W 2005 roku w Pesie powstał projekt wyprodukowania pierwszych EZT przystosowanych do napięcia 3000 V, w wersjach 3- i 4-członowej. Pierwszy pojazd nazwano Acatus. Powstał on z myślą o zamówieniu złożonym przez Łódzki Zakład Przewozów Regionalnych. Mimo że zamówienie przewidywało konstrukcję 3-członową, to Acatus był najpierw testowany z dodatkowym członem doczepnym, dzięki czemu znacząco udało się ograniczyć liczbę potrzebnych testów przy produkcji, zamówionych nieco później, 4-członowych Bydgostii na potrzeby pociągów pospiesznych Przewozów Regionalnych. W obu przypadkach produkcja zakończyła się po jednym zamówieniu (w przypadku Bydgostii zamówienie zostało rozszerzone o 3 dodatkowe egzemplarze).
Jedną z przyczyn niepowodzenia Acatusa i Bydgostii była wysoka podłoga (1000 mm nad główką szyny), utrudniająca szybką wymianę pasażerów oraz coraz popularniejsze przewozy rowerów, wózków dziecięcych czy inwalidzkich. W Polsce (poza aglomeracją warszawską i trójmiejską) właściwie nie występują wysokie perony oraz nie było planów ich budowy, więc wprowadzanie niskopodłogowych EZT stało się istotne dla zamawiających nowy tabor. Pesa Bydgoszcz wyszła temu naprzeciw projektując Elfa, Acatusa II oraz Acatusa Plus, które są dostosowane do bezstopniowej obsługi peronów o wysokości 550/760 mm nad PGS. Do końca 2015 roku Pesa otrzymała zamówienia na: 77 Elfów, 5 Acatusów II i 13 Acatusów Plus. Zamówione zostały wersje 2-, 3-, 4- i 6-członowe
Równolegle w 2011 na potrzeby Warszawskiej Kolei Dojazdowej Pesa opracowała EZT przystosowany do napięcia 600 V z możliwością późniejszej modyfikacji na 3000 V – 33WE.
23 maja 2013 Pesa dostarczyła 100. kolejowy pojazd pasażerski zasilany elektrycznie, był nim Elf EN76-033.
Na przełomie 2015 i 2016 roku Pesa dostarczyła swoje pierwsze dalekobieżne EZT – 20 sztuk 8-członowych Dartów dla PKP Intercity

### Newag

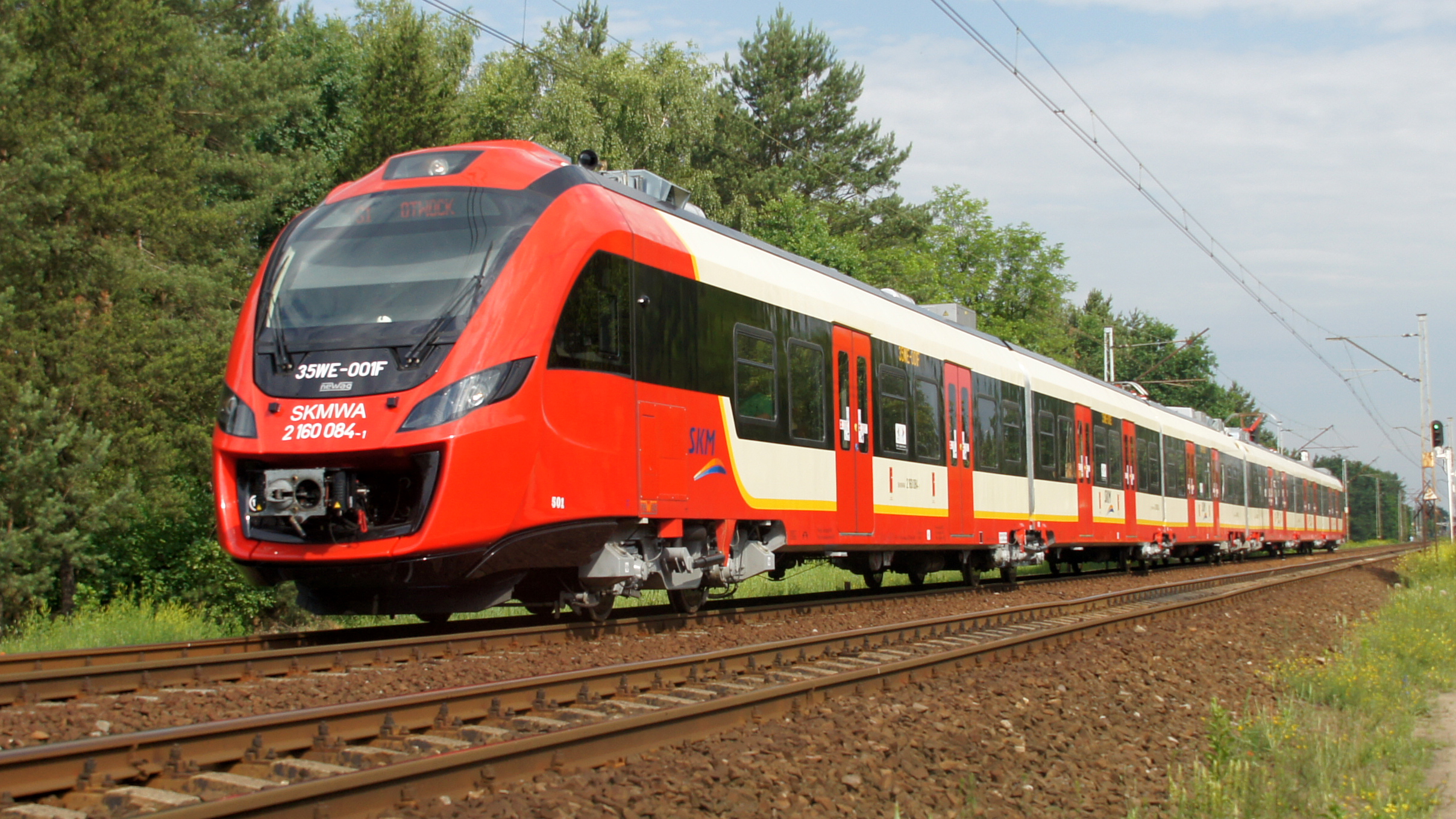
Newag Impuls

Newag (do 2005 roku ZNTK Nowy Sącz), bazując na doświadczeniach z modernizowania EZT serii EN57 i EN71, w 2005 roku podjął się budowy pierwszego EZT własnej produkcji – 14WE, do którego produkcji wykorzystano części ze skasowanych EN57. 8 sztuk zostało zakupionych przez nowo powstałą SKM Warszawa, a 1 sztuka została wykorzystana jako Pociąg Papieski.
Pierwszym całkowicie nowym składem powstałym w Newagu był 4-członowy 19WE, którego 4 sztuki zakupiła również SKM Warszawa. Podczas testów, skład został również próbnie wydłużony do 6 członów i w takiej konfiguracji otrzymał oznaczenie 20WE.
Na początku 2011 Newag w konsorcjum z Siemensem otrzymał zamówienie na 35 pociągów Inspiro do obsługi metra w Warszawie. 25 z tych składów przeszło ostateczny montaż w Nowym Sączu.
W 2011 roku rozpoczęła się produkcja trzeciego już EZT z Newagu – Impulsu. Był to 6-członowy skład, również przeznaczony dla SKM Warszawa. W 2012 roku rozpoczęła się produkcja 4-członowej wersji Impulsu – 31WE, 5 takich składów zamówiły Koleje Dolnośląskie. 19 lutego 2013 4-członowy Impuls pobił rekord prędkości elektrycznego zespołu trakcyjnego produkcji polskiej osiągając 211 km/h na Centralnej Magistrali Kolejowej. W maju 2013 zamówiono pierwszy egzemplarz 2-członowy, a w lipcu 3-członowy. W listopadzie 2013 podpisano pierwszy kontrakt na 5-członowe Impulsy. Do maja 2016 zostało zamówione 102 Impulsy.
W sierpniu 2014 Newag otrzymał zamówienie na EZT dedykowane Warszawskiej Kolei Dojazdowej – 39WE, cechujące się przystosowaniem do pokonywania łuków o małych promieniach.

### Stadler Polska

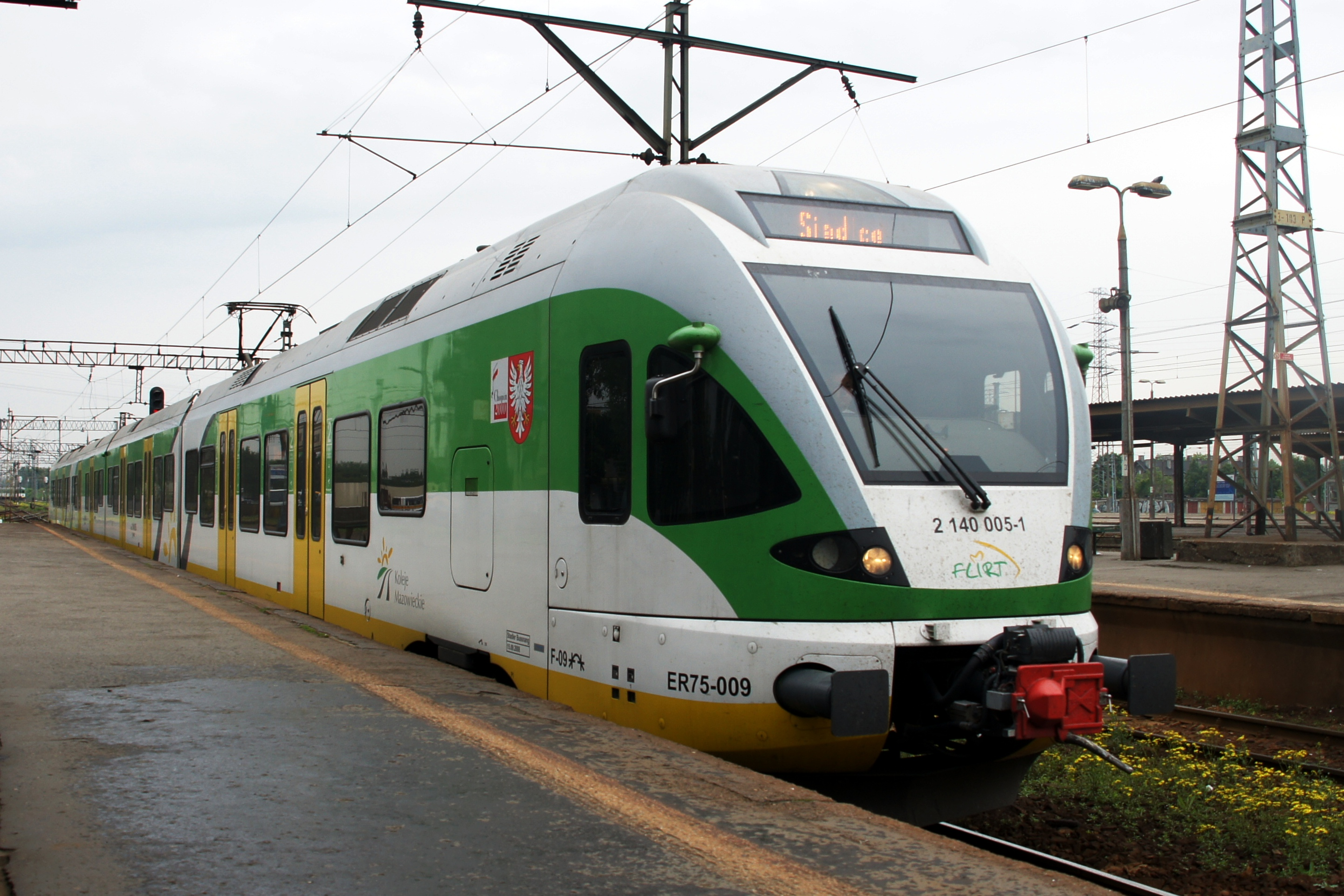
Stadler FLIRT

Po trwających prawie 2 lata procedurach przetargowych, Stadler Rail 30 czerwca 2006 podpisał umowę z samorządem województwa mazowieckiego oraz 27 lipca 2006 z samorządem województwa śląskiego na dostawę 14 sztuk 4-członowych FLIRT-ów, z których 10 było przeznaczonych dla Kolei Mazowieckich, a 4 dla Śląskiego Zakładu Przewozów Regionalnych. Na potrzeby zamówienia w 2006 utworzono spółkę Stadler Polska, a 5 września 2007 nastąpiło otwarcie montowni w Siedlcach.
W późniejszym okresie Stadler przez kilka lat nie wygrał w Polsce żadnego przetargu na EZT i całą produkcję z siedleckiego zakładu skierował na eksport, produkując m.in. 5-członowe FLIRT-y o podwyższonym standardzie dla czeskiego przewoźnika Leo Express. Kolejną umowę w Polsce Stadler podpisał 13 grudnia 2012 – była to umowa na dostawę 20 FLIRT-ów dla Łódzkiej Kolei Aglomeracyjnej. W styczniu 2013 Stadler podpisał kolejną umowę na FLIRT-y, które zostaną wyprodukowane w Siedlcach – umowę na dostawę 6 pojazdów dla Kolei Białoruskich. Następne polskie zamówienie na FLIRT-y złożyło PKP Intercity zamawiając 18 listopada 2013 dwadzieścia sztuk 8-członowych dalekobieżnych FLIRT-ów. 22 kwietnia 2015 Stadler Polska podpisał największą zagraniczną umowę na dostawę FLIRT-ów – Nederlandse Spoorwegen zamówiły 58 jednostek.

### Alstom Konstal

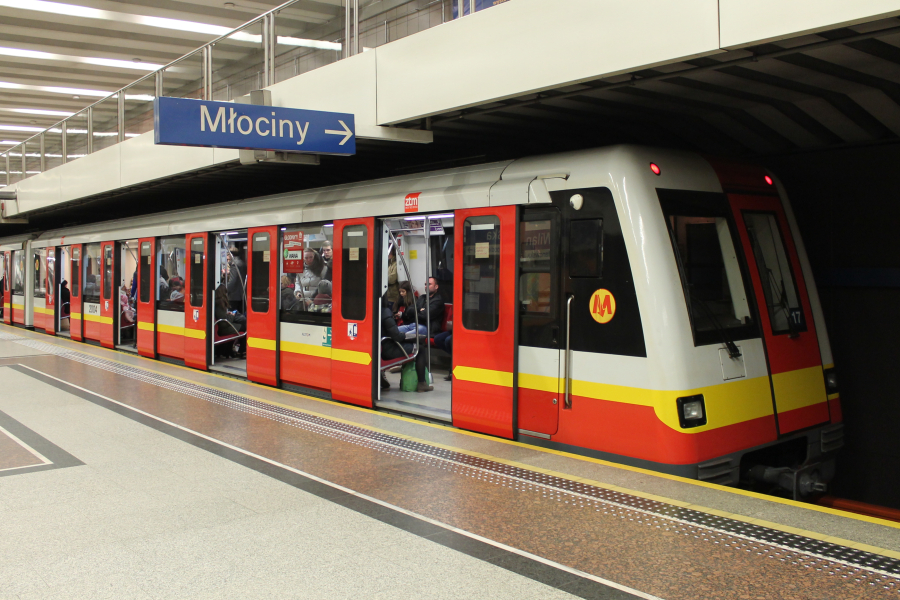
Alstom Metropolis 98B

W 1997 roku francuski koncern Alstom przejął polskiego producenta tramwajów – Konstal z Chorzowa. W latach 2001–2005 w polskich zakładach Alstoma powstało 14 Metropolisów 98B dla metra w Warszawie. W późniejszych latach w chorzowskich zakładach powstawały również Metropolisy m.in. dla Amsterdamu, Budapesztu i Rijadu.

## Eksploatacja

### Na świecie
W 2013 roku liczbę EZT na świecie szacowano na 32 000 zespołów o łącznej liczbie 130 000 członów. Najwięcej takich pojazdów znajdowało się w Japonii i państwach Europy Zachodniej, a producentem największej liczby z nich był Bombardier. Ich sprzedaż stanowiła około 85% sprzedawanych pojazdów pasażerskich i rosła w tempie około 7% rocznie.

### W Polsce

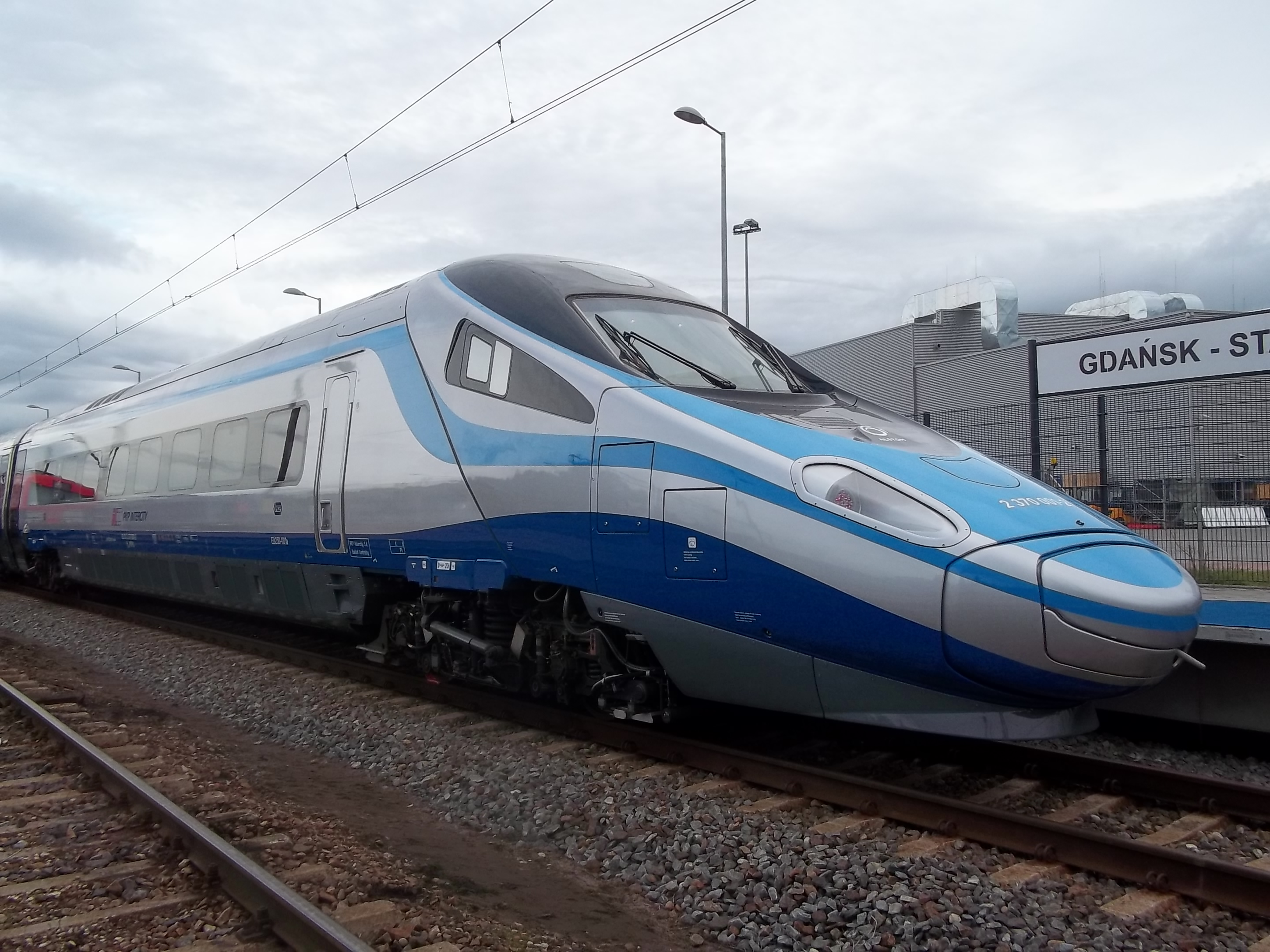
Pendolino PKP Intercity

W Polsce EZT są eksploatowane przede wszystkim w przewozach pasażerskich aglomeracyjnych i regionalnych, a rzadziej międzyregionalnych (Interregio, TLK i EIP).
EZT stanowią całość taboru Kolei Małopolskich, Łódzkiej Kolei Aglomeracyjnej, SKM Trójmiasto, SKM Warszawa, Warszawskiej Kolei Dojazdoweji Kolei Śląskich oraz przeważają w taborze Kolei Mazowieckich, Kolei Wielkopolskich, Metra Warszawskiego i Przewozów Regionalnych. Użytkuje je również PKP Intercity, lecz stanowią mniejszość w ich taborze. W 2017 roku na stanie polskich przewoźników było łącznie 1279 EZT.

## Oznaczenia

### Na świecie
Na świecie istnieje wiele, całkowicie odmiennych systemów znakowania taboru kolejowego. Pojazdy uczestniczące w ruchu międzynarodowym mają dodatkowo liczbowy identyfikator nadawany wspólnie przez UIC i OSŻD.

### W Polsce

#### Oznaczenia PKP
Według oznaczeń stosowanych na PKP od 1 kwietnia 1970 EZT mają wspólną pulę oznaczeń z elektrycznymi wagonami silnikowym. Pula ta obejmuje oznaczenia od Ex51 do Ex99. Pierwszymi EZT bez tych oznaczeń są 14WE (produkowane były od 2005 roku).
Wedle tych oznaczeń pierwsza litera E oznacza tabor elektryczny, druga litera oznacza odpowiednio:
- N – do ruchu lokalnego lub podmiejskiego, na liniach z niskimi i wysokimi peronami
- W – do ruchu podmiejskiego, na liniach z wysokimi peronami (węzłowe)
- D – do ruchu dalekobieżnego.

Kolejne dwie cyfry oznaczają:
| Zakres | Liczba członów | Zasilanie                    |
| ------ | -------------- | ---------------------------- |
| 51–69  | 3              | 3 kV DC                      |
| 70–79  | 4              | 3 kV DC                      |
| 80–89  | 1              | dowolne                      |
| 90–93  | 2              | 0,8 kV DC                    |
| 94–99  | dowolna        | inne niż 0,8 kV DC i 3 kV DC |

Oznaczenia te nie przewidywały dwuczłonowego pojazdu zasilanego napięciem 3 kV DC. W 2011 roku Pesa wyprodukowała pojazd o takiej charakterystyce – Elfa. Otrzymał on oznaczenia niezgodne z normą – EN96.
Norma ta również nie przewidywała pojazdów dłuższych niż 4-członowe. W latach 2013–2014 Alstom wyprodukował 7-członowe EZT na zamówienie PKP Intercity, który otrzymały oznaczenie spoza zakresu przewidzianego w normie – ED250. W 2015 roku Pesa wyprodukowała 8-członowego EZT również dla PKP IC, który otrzymał oznaczenie ED161.

#### Oznaczenia typu
Poza oznaczeniami PKP stosowane są również oznaczenia typu pojedynczego wagonu wchodzącego w skład zespołu oraz typu całego zespołu.
Oznaczenie typu wagonu składa się z 3 cyfr, z których pierwsza informuje o przeznaczeniu wagonu:
- 1 – dalekobieżny
- 2 – lokalny
- 3 – podmiejski
- 4 – doczepny

Kolejne dwie cyfry określają kolejność opracowania projektu. Za cyframi znajduje się litera B oznaczająca wagon elektryczny zespołu trakcyjnego, a za nią nieobowiązkowy wyróżnik w postaci małej litery oznaczający odmianę konstrukcyjną typu podstawowego.
Oznaczenie typu całego zespołu składa się z liczby określającej kolejność opracowania projektu, liter WE oznaczających wieloczłon elektryczny.

#### Oznaczania międzynarodowe
Zgodnie z rozporządzeniem Ministra Transportu z 31 maja 2006 w Polsce wdrażany jest międzynarodowy system znakowania taboru kolejowego według UIC. Wedle tego systemu oznaczenie polskich EZT rozpoczyna się od lub 93 51 (EZT o prędkości maksymalnej > 250 km/h) lub 94 51 (EZT o prędkości maksymalnej ≤ 250 km/h), a kolejne cyfry informują o przeznaczeniu, rodzaju zasilania, mocy i numerze inwentarzowym.